# Galerija sakralnih objektov v Porabju
Galerija sakralnih objektov v Porabju predstavlja slikovno dopolnitev vseh člankov o sakralnih objektih v Porabju.

## Andovci
- Andovski zvonik (1823)

## Dolnji Senik
- Cerkev Marijino oznanjenje, Dolnji Senik (1815)
- Kipa Svetega Florjana, Dolnji Senik
- Spomenika Svetovna vojna, Dolnji Senik
- Vugrinec križ, Dolnji Senik (1947)

## Gornji Senik
- Cerkev Janeza Krstnika, Gornji Senik (14. stoletje)
- Spomenika Svetovna vojna, Gornji Senik
- Stara kapela Janeza Krstnika, Gornji Senik (1377)
- Stara evangeličanska cerkev, Gornji Senik (1591)

## Monošter
- Cerkev Velikega Šmarna, Monošter (1740)
- Monošterski samostan (se uničil leta 1605)
- Pokopna kapela, Monošter
- Žitniški cerkev (1676)

## Sakalovci
- Cerkev Srpnega Šmarna, Sakalovci (1922)
- Merkli križ, Sakalovci
- Vindiš-Horvat križ, Sakalovci

## Slovenska ves
- Kapela Svetega Florjana, Slovenska ves (1885)
- Slovenčarski zvonik
- Pavlič križ, Slovenska ves
- Spomenika Svetovna vojna, Slovenska ves

## Števanovci
- Bedi križ, Otkovci
- Cerkev Svetega Štefana Hardinga, Števanovci (1785)
- Horvat križ, Števanovci
- Kapela Lovenjak, Otkovci
- Nemet križ, Otkovci
- Spomenika Svetovna vojna, Števanovci
- Stara kapela, Števanovci
- Vaški križ, Števanovci (1911)

## Trošče
- Cerkev Vsi sveti, Trošče (12. stoletje)

## Verica-Ritkarovci
- Gašpar-Dončec križ, Verica
- Gašpar-Fodor križ, Verica (2009)
- Kapela Oreovec, Verica (1947)
- Mešič-Emberšič križ, Ritkarovci (1917)
- Ritkarovski zvonik (1865)
- Rüšič križ, Ritkarovci
- Šerfec križ, Ritkarovci
- Šömenek križ, Verica
- Šteier križ, Ritkarovci (1912)
- Kapela Šulič, Ritkarovci
- Zrim križ, Verica

## Galerija
- Cerkev Števanovci
- Ritkarovski zvonik
- Šulič kapela, Ritkarovci
- Števanovski vaški križ
- Kapela Oreovec, Verica
- Šömenek križ, Verica
- Vugrinec križ, Dolnji Senik
- Cerkev Sakalovci
- Stari Žitniški cerkev v Monoštru, zdaj gledališče
- Monošterska Pokopna kapela
- Cerkev Velikega Šmarna
- Nekdanji cistercijanski samostan v Monoštru
- Cerkev Dolnji Senik